# Jeziorko Bobrowe
Jeziorko Bobrowe – jeziorko u północnych stoków Chryszczatej (997 m n.p.m.), pomiędzy nieistniejącymi wsiami Huczwice i Sukowate, na terenie Nadleśnictwa Baligród. Powstało w połowie lat 90. XX w. poprzez spiętrzenie wody na płynącym tam potoku poprzez usypanie kilkumetrowej wysokości tamy. Jeziorko zostało zasiedlone przez bobry w ramach programu reintrodukcji tego gatunku w Bieszczadach. Na skutek nowych tam budowanych przez bobry powstały nowe rozlewiska.
Nad brzegiem jeziorka rosną olszyny, które z podtopionymi jodłami, świerkami i bukami tworzą malowniczy widok. Brzegi porośnięte są również sitowiem leśnym, rzeżuchą gorzką i wiązówką błotną oraz roślinnością szuwarową z trzciną pospolitą, turzycą prosową, ponikłem błotnym, pałką szerokolistną. W maju na żółto kwitną kaczeńce.
Nad jeziorkiem można spotkać wiele gatunków zwierząt m.in. sarny, jelenie, żubry, bociany czarne, czaple. Jeziorko jest jednym z najważniejszych miejsc rozrodu płazów w Nadleśnictwie Baligród. Można spotkać tu żaby trawne, ropuchy szare, kumaki górskie, rzekotki drzewne i trzy gatunki traszek – górską, karpacką i grzebieniastą.